# Kallómalom

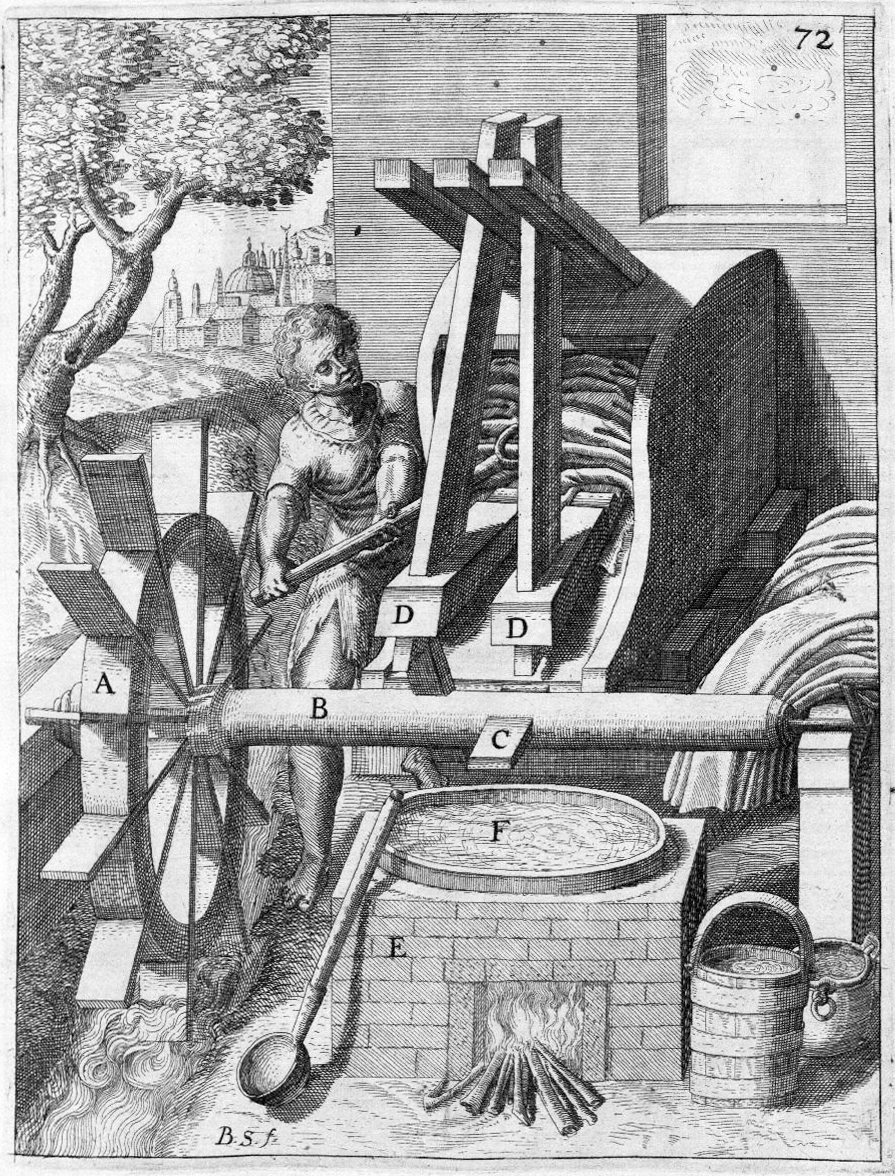
Kallómalom Georg Andreas Böckler Theatrum Machinarum Novum című, 1661-es művében.

A kallómalom, kalló a gyapjúból készült szövetanyagok nedves állapotban való mechanikai tömörítésére szolgáló, vízi energiával működő gép.

## Története
A kallómalom a 9. században az alpesi német területen alakult ki ókori technikai ismeretekre támaszkodva, a 11. századra a német vidékeken már széles körben elterjedt volt a gyapjúszövet sűrítésére.
A Kárpát-medencébe valószínűleg a Felföldre és Erdélybe a 12–13. században  betelepített németek után került.
Az első fennmaradt adat a gyapjúszövetek malomban való kallózásáról 1205–1218 közötti időkből maradt fenn egy Sopron környéki latin leírásban.
A kall ige eredete ismeretlen, először 1340-ben említették posztókalló értelemben.
A nemezszerűen tömör posztóféleségnek a ruházatban, lakáskultúrában fontos szerepe volt, ezért a kallómalmok országosan – különösen a Felföldön és Erdélyben – elterjedtek voltak.
Azok a posztószövő központok, amelyek nem rendelkeztek a szükséges vizienergiával távolabbi vidékeken hoztak létre kallómalmokat, így például a debreceni gubások, szűrposztókészítők a Bükk-vidéken és a Zempléni-hegységben tartottak fenn kallómalmokat.
A nagyobb településekben, ahol rendelkezésre állt a kellő mennyiségű és kellő energiájú víz, egyéb malomtípusok mellett is mindig létesült kallómalom. Voltak olyan völgyek, ahol tucatjával álltak egymás mellett a kallómalmok. Gyöngyös városában például 20 Egerben 16 működött a 18. században.
A kallómalmok egykori elterjedettségét jellemzi, hogy csak Erdélyben 1839-ben már 415 kalló- és ványolóberendezést üzemeltettek.
A 19. század végén, a 20. század elején a gyáripar fellendülésével  – a gyáripari termékek hatására – néhány archaikus, népviseleti körzet igényeit kielégítő üzemet üzemcsoportot kivéve nagy tömegben szüntették meg e malmok működését.

## A malomépületek

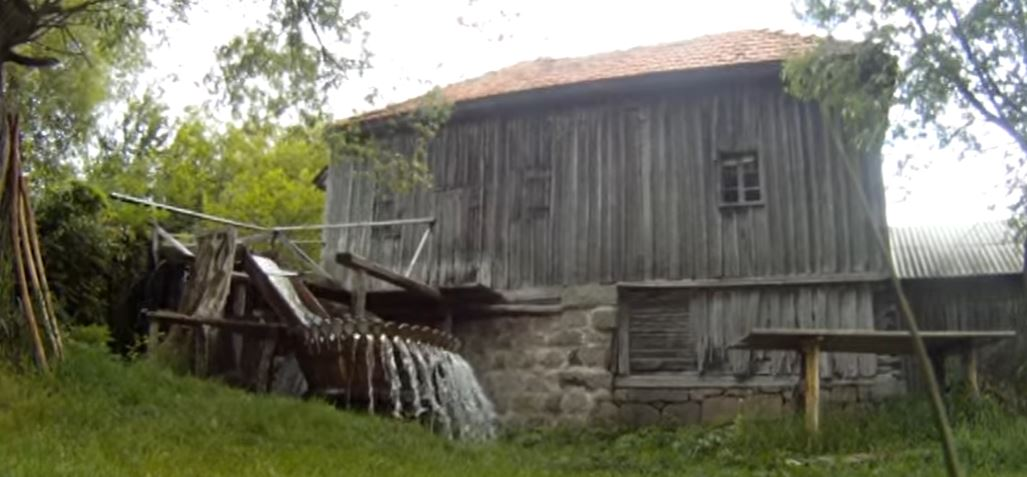
Ványoló Gyergyóremetén

A kallómalom épületei gerendavázas, deszkaoldalú falakkal vagy tégla-, kőfalazatokkal épültek, ezek nagy gonddal készültek: belső berendezésüket  – a bennfoglalt ványolók miatt – is vízmelegítő katlanok egészítették ki, valamint a kalláshoz szükséges nedvesítő víz bevezetésére is szükség volt.
A kallómalommal végzett műveletet Erdélyben, Székelyföldön ványolásnak nevezik.

## Leírása
Maga a kallás, kallózás folyóvízben, zuhogó alá állított kallókádban történt. A kallómalom a vízikerék forgó mozgását – egy erős emelő, lendítő karokkal felszerelt tüskés főtengely segítségével súlyos ütőfejek ritmikus felemelésére, ill. leejtésére – hasznosította azáltal, hogy az ütőfejek a nedves szövetet tartalmazó vályúba zuhantak. Egyes helyeken az ütőfejeket rugalmas nyelekre szerelték az ütés erejének fokozása céljából. Ugyanebből a célból készítették a lengő kalapácsos ütőfejű kallót is, melyen a függőlegesen álló, oldalirányban kimozduló, de rugalmas nyélre felszerelt ütőszerkezet verte a tömörítésre betett anyagot. A lényege, hogy a súlyos ütőbot az alatta levő vályúban nedvesen tartott, vagy állandóan locsolt gyapjúszövet folyamatos döngölése által a gyapjúszálak összezsugorodtak, a szövet széltében-hosszában összement, egyszersmind vastagabb, tömöttebb lett. A forgó tüskés tengelyre egy sorban több, 4–8 ütőbotot is ráállítottak, így egyszerre több türet posztót tudtak kallózni, kallani.